# Jan van Deinsen
Jan van Deinsen (Tiel, 19 juni 1953) is een Nederlands voetbalcoach en voormalig voetballer.

## Spelersloopbaan
Van Deinsen begon als jeugdspeler bij Theole uit Tiel, en debuteerde op 12 september 1971 op 18-jarige leeftijd voor N.E.C. uit Nijmegen in een wedstrijd tegen Telstar. Met N.E.C. verloor hij in mei 1973 de finale van de KNVB beker tegen NAC. Na degradatie van N.E.C. naar de Eerste divisie half 1974, verkaste Van Deinsen naar Go Ahead Eagles in Deventer. Twee jaar later werd de middenvelder ingelijfd door het Rotterdamse Feyenoord. In zeven seizoenen speelde hij 164 competitiewedstrijden waarin hij 23 doelpunten maakte.
Van Deinsen speelde verschillende keren voor Jong Oranje. Hij behoorde tot de voorselectie van het Nederlands elftal voor de EK 1976, maar viel op het laatste moment af. Voor het EK 1980 maakte hij deel uit van de selectie van Oranje, maar moest hij afhaken omdat hij niet geheel fit was. Op 10 september 1980 speelde Van Deinsen zijn enige interland. Na een slecht verlopen EK van dat jaar had bondscoach Jan Zwartkruis de bezem door de selectie gehaald. In een kwalificatiewedstrijd voor het WK 1982 in Dublin tegen Ierland debuteerden behalve Van Deinsen ook Joop Hiele, Ronald Spelbos en Toine van Mierlo. Het duel (de stormwedstrijd) ging met 2-1 verloren en Van Deinsen werd hierna niet meer opgeroepen.

## Trainersloopbaan
In 1984 werd Van Deinsen na een slepende achillespeesblessure, die hij op 1 mei 1983 in de competitiewedstrijd Ajax-Feyenoord 3-3 opliep, afgekeurd voor het spelen van betaald voetbal. Hij werd trainer en was werkzaam als assistent-trainer van Clemens Westerhof bij Nigeria (1989-1990), als ad-interim hoofdtrainer bij Achilles '29 (februari tot juli 1990), bij TOP Oss als assistent van Piet Schrijvers (1991-1992) en als assistent bij NAC (1995-1996). In 1996 was hij kort jeugdtrainer in de Verenigde Arabische Emiraten bij Al-Wahda FC en werd vervolgens trainer van de amateurs van Fortitudo. Van maart 1997 tot 2000 was hij technisch manager van TOP Oss. Van 2000 tot 2002 was hij assistent bij Go Ahead Eagles en in het seizoen 2002/03 was hij hoofdtrainer van SV Babberich.
In het seizoen 2003/04 gaf Van Deinsen leiding aan MVV Maastricht. Hij vertrok op maandag 2 februari 2004 bij de club uit Zuid-Limburg en werd daar opgevolgd door zijn assistent Rob Delahaye.
In 2004 werd hij assistent van hoofdcoach Edward Sturing bij Vitesse, maar uit onvrede met een nieuwe aanbieding besloot hij deze verbintenis in 2005 niet te verlengen. Met Clemens Westerhof reisde hij vervolgens door Nigeria om daar een voetbalschool op te starten. Onder Wim Rijsbergen was hij assistent-trainer van Trinidad en Tobago. Hij keerde in 2008 terug naar Nederland en werd trainer van de amateurclub JVC Cuijk. In de zomer van 2009 keerde hij terug bij Vitesse, waar hij samen met Jan Jongbloed assistent-trainer werd onder Theo Bos.
In 2010 werd Van Deinsen coach van JVC Cuijk. Van Deinsen nam al eerder een half jaar de honneurs waar in Cuijk toen Maarten van Vugt in 2008 voortijdig wegging. Jan van Deinsen tekende voor één jaar. Vanaf het seizoen 2012/13 werd hij hoofdtrainer van landskampioen Achilles '29, waar hij het stokje overnam van Eric Meijers die vertrokken was naar Helmond Sport. Met Achilles '29 won hij in 2013 de Topklasse Zondag. De Groesbekers maakten na dit seizoen de overstap naar het betaald voetbal. Van Deinsen liet weten te willen stoppen als hoofdtrainer en werd opgevolgd door François Gesthuizen. Van oktober 2014 tot juli 2015 was hij trainer van SV DFS. Vanaf het seizoen 2016/2017 is Van Deinsen werkzaam als jeugdtrainer en adviseur bij de amateurclub Theole uit Tiel. In 2019 werd hij assistent-bondscoach van de Salomonseilanden onder Wim Rijsbergen.

## Clubstatistieken
| Seizoen | Club            | Competitie | Duels | Goals |
| ------- | --------------- | ---------- | ----- | ----- |
| 1971/72 | N.E.C.          | Eredivisie | 9     | 1     |
| 1972/73 | N.E.C.          | Eredivisie | 29    | 2     |
| 1973/74 | N.E.C.          | Eredivisie | 22    | 6     |
| 1974/75 | Go Ahead Eagles | Eredivisie | 19    | 2     |
| 1975/76 | Go Ahead Eagles | Eredivisie | 34    | 5     |
| 1976/77 | Feyenoord       | Eredivisie | 33    | 4     |
| 1977/78 | Feyenoord       | Eredivisie | 8     | 0     |
| 1978/79 | Feyenoord       | Eredivisie | 23    | 5     |
| 1979/80 | Feyenoord       | Eredivisie | 30    | 3     |
| 1980/81 | Feyenoord       | Eredivisie | 23    | 2     |
| 1981/82 | Feyenoord       | Eredivisie | 32    | 9     |
| 1982/83 | Feyenoord       | Eredivisie | 15    | 0     |
| 1983/84 | Feyenoord       | Eredivisie | 0     | 0     |
| Totaal  | Totaal          | Totaal     | 277   | 39    |

## Erelijst
Feyenoord
- Eredivisie 1x

1983/1984
- KNVB beker 2x

1979/1980, 1983/1984